# トーマス・マクドネル
トーマス・マクドネル（Thomas McDonell, 1986年5月2日 - ）は、アメリカの俳優・音楽家である。アメリカでも大人気のテレビドラマ『ハンドレッド (テレビドラマ)』にて主演を務めた事で、ハリウッド界でも注目を浴びている。
親韓家であるのと同時に反日家としても有名で、2018年3月10日、自身のツイッターにおいてハングル文字で「独島」とツイートを投稿し「独島Tシャツ」を着ている自身の写真を掲載。日本海表記に×印を付けてトンへと書いた事もあり、また「福島は訪日外国人に放射能稲食わせてる」との虚偽ならびにヘイトツイートもしている。